# Catadrom
Peștii catadromi sau talasotoci (din franceza catadrome sau thalassotoque) sunt pești care petrec cea mai mare parte din ciclul vital în ape dulci, iar pentru reproducere coboară în mare. De exemplu: anghila (Anguilla anguilla), care trăiește până la maturitate în râurile și fluviile europene, iar pentru reproducere migrează în vestul Oceanului Atlantic, în Marea Sargaselor. Peștii catadromi sunt adaptați variațiilor salinității apei, fiind animale eurihaline. Acest mod de reproducere este rezultatul unui îndelung proces de evoluție și de adaptare. Spre deosebire de peștii catadromi, peștii anadromi trăiesc în mare, dar pentru reproducere urcă în apele dulci.  